# Eburia aegrota
Eburia aegrota är en skalbaggsart som beskrevs av Bates 1880. Eburia aegrota ingår i släktet Eburia och familjen långhorningar.
Artens utbredningsområde är Nicaragua. Inga underarter finns listade i Catalogue of Life.